# Contes dels Balssas

Les Contes dels Balssàs sont rassemblés dans le deuxième livre de contes publié par l'écrivain occitan Joan Bodon aussi connu en français sous le nom de Jean Boudou, après les Contes del meu ostal. 
Il fut édité en 1953 à Villefranche-de-Rouergue par Salingardes avec une adaptation française de l'auteur, une préface d'Enric Mouly et des illustrations de Marius Valière.

## Présentation
Il a été inspiré à Joan Bodon, fils d'Albanie Balssa, par sa famille maternelle car, comme pour Balzac, sa généalogie a exercé sur lui une influence importante. Pour la genèse de ce livre, Joan Bodon a été à l'écoute des récits véhiculés dans la vallée du Viaur par les conteurs traditionnels, en particulier ceux concernant l'affaire Balssa, dont il a utilisé des éléments pour le conte concernant l'assassinat de Cécile Soulié. Il a écrit à ce sujet: «J'ai suivi une tradition orale dont j'avais eu connaissance à Naucelle à l'auberge du Sanaïre, par M. Boyer, félibre à Cabanès». 
Les dix-huit contes du livre ont tous, à l'exception de celui sur l'origine du nom du Pont-de-Cirou, pour acteurs des Balssa, réels ou imaginaires. Il est possible de regrouper ces contes autour de quatre thèmes principaux.
Le premier thème est celui de l'origine des Balssa et de leur installation dans la région du Viaur, thème auquel se rattachent Balssanon, lo maridatge de Balssanon et La caça del tamarre. Joan Bodon avait deviné ce que permettent de confirmer les recherches généalogiques : l'origine commune des nombreuses familles Balssa de la vallée du Viaur, descendant toutes d'un ancêtre unique qu'il suppose dans son conte originaire d'Auvergne et contraint par la guerre à fuir pour s'établir aux limites du Rouergue et de l'Albigeois. 
Le deuxième thème évoque plusieurs épisodes des guerres de religion en Rouergue, à travers les Balssa du Pont de Cirou; il ne faut pas oublier en effet que la vallée du Viaur a été à la fois une terre de schismes et une région de forte pratique religieuse, des cathares aux protestants sans oublier le pape du Viaur et ses derniers fidèles brûlés à Rodez en 1467. Ce thème regroupe cinq contes, d'Ardoïn, lo primièr Balzac à La pèsta sus Rodés. 
Les contes du troisième thème gravitent autour des ancêtres directs d'Honoré de Balzac et de leurs liens avec les Balssa de la Pradelle et de la Nougayrié (commune de Montirat, Tarn). Il s'agit des six contes suivants : la catedrala, l'enfant del carivari qui évoque le remariage de Bernard Balssa, le grand-père de l'écrivain avec Jeanne Granier, la fugida inspiré par le départ de Bernard-François vers Paris, lo prince et lo signe del sang qui mettent en scène Louis Balssa et enfin las mongetas qui rappelle le voyage des Balssa de Montirat à Paris en 1829 à l'occasion de la mort de Bernard-François Balzac, porteurs de haricots, le plat traditionnel de deuil en Albigeois. 
Le dernier thème est celui du départ des Balssa de la terre qui fut la leur durant des siècles avec la pastra de Font Faïna et il est vrai qu'il ne reste plus guère de familles Balssa dans la vallée du Viaur, durement frappée par l'exode rural, alors que cette même vallée en avait comptées jusqu'à plus d'une centaine au cours du XVIIIe siècle. L'épilogue des contes, intitulé lo temps novèl, met en scène à la fois la tante maternelle de Joan Bodon, Doria Balssa et son fiancé François, Julou le devineur, de la Cabane de Cazouls (commune de  Mirandol-Bourgnounac), et Jean Jaurès. Joan Bodon écrit au sujet de ce conte: «De tout temps en Albigeois, il y a eu des sorciers, devins, guérisseurs, jeteurs de sorts, diseurs de secrets. C'est peut-être de ses origines albigeoises que vient le goût d'Honoré de Balzac pour le merveilleux et les sciences occultes». 
Dans des notes placées à la fin de son ouvrage, Joan Bodon a en effet indiqué les éléments réels et les différentes sources qui ont constitué le point de départ de chacun de ces contes. Il a trop modestement conclu son livre: «Ami lecteur, j'ai voulu te faire connaître le pays où vivaient les ancêtres d'Honoré de Balzac, avec ses légendes, ses coutumes, ses superstitions qui, peut-être, en valaient d'autres. Pardonne-moi mon érudition fragile, mes erreurs et mes inventions».

## Éditions
Les Contes dels Balssàs  ont été réédités en occitan dans la collection "A tots" de l'Institut d'études occitanes en 1978 et à nouveau en édition bilingue occitan et français avec l'ensemble des contes de Joan Bodon en 1989. À la suite de la publication de la première édition, le président de la Balzac Society of America, l’éminent balzacien William Hobart Royce, envoya à leur auteur le Balzac Bulletin de l'année 1954 et sollicita Joan Bodon afin qu'il adhère à cette association qui œuvre pour le rayonnement de Balzac et de son œuvre aux États-Unis.